# Juan Fernández (Schauspieler)

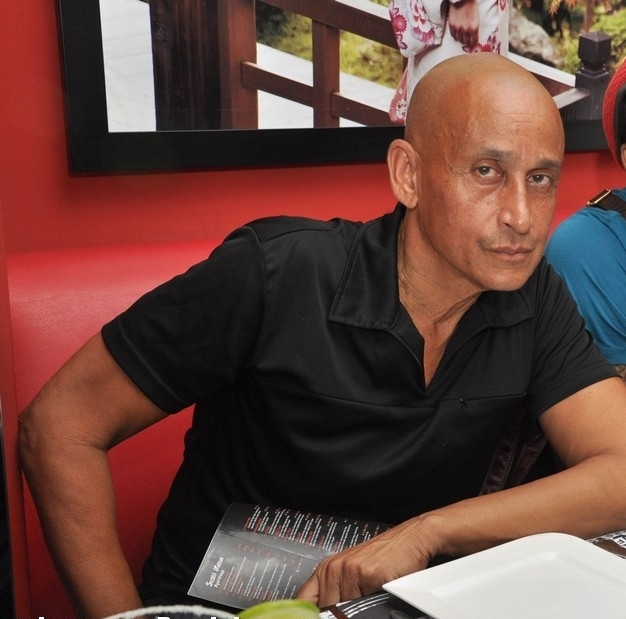
Juan Fernández

Juan de Jesus Fernández de Alarcon (* 13. Dezember 1956 in Santo Domingo, Dominikanische Republik) ist ein dominikanischer Schauspieler. Bekannt wurde er vor allem durch seine zahlreichen Rollen als Bösewicht.
Für den Spielfilm El Gallo agierte er 2013 erstmals als Produzent, Regisseur und Drehbuchautor. Gleichzeitig übernahm er die titelgebende Hauptrolle.

## Filmografie (Auswahl)
- 1971: Valdez (Valdez is Coming)
- 1983: Die verwegenen Sieben (Uncommon Valor)
- 1984: Fear City
- 1986: Salvador
- 1988: Wildfire
- 1988: Crocodile Dundee II
- 1989: Showdown in L.A. (L.A. Takedown)
- 1989: Kinjite – Tödliches Tabu (Kinjite – Forbidden Subjects)
- 1990: Die Stärke der Macht (A Show of Force)
- 1990: Arachnophobia
- 1992: Die Asse der stählernen Adler (Aces: Iron Eagle III)
- 1993: Mord in der grünen Hölle (Fire on the Amazon)
- 1993: H.P. Lovecraft’s Necronomicon
- 1994: The Dangerous
- 1996: Bullet Point (Mad Dog Time)
- 1996: Einsame Entscheidung (Executive Decision)
- 2000: Gitano
- 2002: La Caja 507
- 2003: In Hell – Rage Unleashed (In Hell)
- 2003: Extreme Rage (A Man Apart)
- 2005: The Lost City
- 2008: Otis E.
- 2009: The Collector – He Always Takes One (The Collector)
- 2013: El Gallo